# 赵八镇
赵八镇，是中华人民共和国河北省石家庄市深泽县下辖的一个乡镇级行政单位。2011年11月经河北省人民政府批准赵八乡升格为赵八镇。

## 行政区划
赵八镇下辖以下地区：
北赵八村、南赵八村、南刘家庄村、北刘家庄村、石桥头村、田家庄村、东大陈村、西大陈村、候村、吕村、大镇村、大梨元村、小梨元村、小雾头村和大雾头村。